# Petita giga per a teclat (Mozart)
La Petita giga per a teclat en sol major, K. 574, (títol original: Eine Kleine Gigue in G for Keyboard, K. 574) és una composició de Wolfgang Amadeus Mozart, escrita en maig de 1789 durant la seua estada a Leipzig. La peça està redactada al quadern de l'organista de la cort de Leipzig, K. I. Engel, com a homenatge a Johann Sebastian Bach.

## Anàlisi
La peça està escrita per a piano sol, i consta de trenta-vuit compassos. Està escrita en compàs de 6/8, i presenta traces pròpies de l'estil barroc i de moltes obres de Bach. Però així i tot, estilísticament, segueix una línia bastant autònoma de la resta d'obres i, en efecte, és diferent a qualsevulla de les altres obres que Mozart havia escrit fins llavors.